# لا تنساني (فلم 1917)
لا تنساني هو فيلم أبيض وأسود درامي صامت أمريكي مفقود صدر عام 1917 من إخراج إميل شوتارد وبطولة كيتي غوردون. يصور الفيلم تخلي المغامرة "ستيفاني باولي" عن حبيبها، الصياد المتواضع "غابرييل باراتو"، من أجل أحضان أحد النبلاء، "الماركيز دي موهريفارت".

## طاقم التمثيل
- كيتي غوردون بدور ستيفاني باولي
- مونتاجو لوف بدور غابرييل باراتو/بينيديتو باراتو
- إليك بي. فرنسيس بدور ماركيز دي موهريفارت
- جورج ماكواري بدور السير هوراس ويلبي
- جيمس فوري في دور السير دونالد فيرني
- نورما فيليبس في دور روز فيرني
- ليليان هربرت في دور أليس فيرني
- هنريتا سيمبسون في دور السيدة فولي

## روابط خارجية
- لا تنساني  في قاعدة بيانات الأفلام على الإنترنت (بالإنجليزية)